# Comitato Olimpico di São Tomé e Príncipe
Il Comitato Olimpico di São Tomé e Príncipe (noto anche come Comité Olímpico de São Tomé e Príncipe in portoghese) è un'organizzazione sportiva saotomense, nata nel 1979 a São Tomé, São Tomé e Príncipe.
Rappresenta questa nazione presso il Comitato Olimpico Internazionale (CIO) dal 1993 ed ha lo scopo di curare l'organizzazione ed il potenziamento dello sport a São Tomé e Príncipe e, in particolare, la preparazione degli atleti saotomensi, per consentire loro la partecipazione ai Giochi olimpici. L'organizzazione è, inoltre, membro dell'Associazione dei Comitati Olimpici Nazionali d'Africa.
L'attuale presidente dell'associazione è João Manuel Da Costa Alegre Afonso, mentre la carica di segretario generale è occupata da Antonio Menezes Da Trinidade.